# Gollé
Gollé (auch: Golé, Golley) ist eine Landgemeinde im Departement Dosso in Niger.

## Geographie
Gollé liegt in der Großlandschaft Sudan. Die Nachbargemeinden sind Garankédey im Norden, Dosso und Goroubankassam im Nordosten, Farey und Yélou im Südosten, Sambéra im Süden, Guilladjé im Südwesten, Kankandi und Birni N’Gaouré im Westen sowie N’Gonga und Kiota im Nordwesten. Bei den Siedlungen im Gemeindegebiet handelt es sich um 37 Dörfer, 22 Weiler und 18 Lager. Der Hauptort der Landgemeinde ist das Dorf Gollé. Am Westrand des Hauptorts verläuft der 3. Längengrad.
Bis auf den Norden des Gemeindegebiets und einen Abschnitt im Südosten gehört Gollé zum Dosso-Reservat, einem 306.500 Hektar großen Naturschutzgebiet, das 1962 als Pufferzone zum Nationalpark W eingerichtet wurde.

## Geschichte
Die Landgemeinde Gollé ging 2002 bei einer landesweiten Verwaltungsreform aus einem Teil des Kantons Dosso hervor. Bei der Flutkatastrophe in West- und Zentralafrika 2010 wurden 180 Einwohner von Gollé als Katastrophenopfer eingestuft.

## Bevölkerung
Bei der Volkszählung 2012 hatte die Landgemeinde 27.860 Einwohner, die in 3260 Haushalten lebten. Bei der Volkszählung 2001 betrug die Einwohnerzahl 19.950 in 2391 Haushalten.
Im Hauptort lebten bei der Volkszählung 2012 1084 Einwohner in 118 Haushalten, bei der Volkszählung 2001 761 in 91 Haushalten und bei der Volkszählung 1988 788 in 111 Haushalten.
In ethnischer Hinsicht ist die Gemeinde ein Siedlungsgebiet von Zarma, Goubawa und Fulbe.

## Politik
Der Gemeinderat (conseil municipal) hat 12 gewählte Mitglieder. Mit den Kommunalwahlen 2020 sind die Sitze im Gemeinderat wie folgt verteilt: 4 MODEN-FA Lumana Africa, 4 MPR-Jamhuriya und 4 PNDS-Tarayya.
Jeweils ein traditioneller Ortsvorsteher (chef traditionnel) steht an der Spitze der 37 Dörfer in der Gemeinde, darunter der Hauptort.

## Wirtschaft und Infrastruktur
Die Gemeinde liegt in einer Zone, in der Regenfeldbau betrieben wird. Das staatliche Versorgungszentrum für landwirtschaftliche Betriebsmittel und Materialien (CAIMA) unterhält eine Verkaufsstelle im Hauptort.
Gesundheitszentren des Typs Centre de Santé Intégré (CSI) sind im Hauptort und in der Siedlung Yambaré vorhanden. Der CEG Gollé ist eine allgemein bildende Schule der Sekundarstufe des Typs Collège d’Enseignement Général (CEG). Das Berufsausbildungszentrum Centre de Formation aux Métiers de Gollé (CFM Gollé) bietet Lehrgänge in Tischlerei, Landwirtschaftsmechanik und Schneiderei an.
Durch die Gemeinde, unter anderem durch den Hauptort, verläuft die einfache Landstraße der Route 364 zwischen der Regionalhauptstadt Dosso und dem Dorf Gorou Yéno.